# Segismundo Moret
Segismundo Moret y Prendergast (Cádis, 2 de junho de 1833 – Madrid, 28 de janeiro de 1913) foi um diplomata e político da Espanha. Ocupou o lugar de presidente do governo de Espanha.
Foi o autor da Lei Moret (1870), que instituiu a liberdade do ventre de todas as mulheres escravizadas em Cuba, Porto Rico e demais territórios coloniais espanhóis.